# NGC 1187
NGC 1187 is een balkspiraalstelsel in het sterrenbeeld Eridanus. Het hemelobject werd op 9 december 1784 ontdekt door de Duits-Britse astronoom William Herschel.

## Synoniemen
- PGC 11479
- ESO 480-23
- MCG -4-8-16
- UGCA 49
- AM 0300-230
- IRAS03003-2303